# Cynorta oxapampa
Cynorta oxapampa is een hooiwagen uit de familie Cosmetidae.